# Kevin Martin (curler)
Kevin Martin (* 31. července 1966 Kiliam, Alberta) je bývalý kanadský hráč curlingu působící na místě skipa, olympijský vítěz z domácích her ve Vancouveru. Je známý pod přezdívkami Old Bear a K-Mart.
Reprezentoval Kanadu na mistrovství světa juniorů v curlingu 1986, kde přispěl k zisku druhého místa a byl vyhlášen nejlepším skipem turnaje. S týmem provincie Alberta čtyřikrát vyhrál kanadský šampionát Tim Hortons Brier (1991, 1997, 2008, 2009). Účastnil se čtyř mistrovství světa v curlingu, v roce 2008 byl členem mistrovského týmu. Třikrát startoval na olympiádě: v roce 1992, kdy byl curling pouze ukázkovým sportem, obsadil čtvrté místo, na ZOH 2002 byl druhý a v roce 2010 ve Vancouveru vyhrál, když Kanaďané prošli turnajem bez jediné porážky. Se dvaceti vítěznými zápasy na OH je držitelem individuálního rekordu. Je také v čele historické tabulky Grand Slam of Curling, když vyhrál osmnáct turnajů.
Svoji dlouhou kariéru ukončil v dubnu 2014.